# Красный Восток (Еврейская автономная область)
Кра́сный Восто́к — село в Биробиджанском районе Еврейской автономной области, входит в состав Валдгеймского сельского поселения.

## География
Село Красный Восток стоит на левом берегу реки Бира.
Дорога к селу Красный Восток идёт на юго-восток от Биробиджана через сёла Птичник и Валдгейм.
Расстояние до села Валдгейм — около 5 км, расстояние до Биробиджана — около 15 км.
На юг от села Красный Восток идёт дорога к селу Пронькино и далее до села Русская Поляна.

## Население
| 2002 | 2010 |
| ---- | ---- |
| 60   | ↘53  |

## Улицы
В селе имеются две улицы: Заречная и Набережная.

## Экономика
Сельскохозяйственные предприятия Биробиджанского района.